# Higashine (Yamagata)
Higashine (東根市 Higashine-shi?) es una ciudad localizada en la prefectura de Yamagata, Japón. En octubre de 2018 tenía una población de 47.749 habitantes y una densidad de población de 231 personas por km². Su área total es de 206,94 km².

## Geografía

### Municipios circundantes
- Prefectura de Yamagata
  - Murayama
  - Tendō
  - Kahoku
  - Obanazawa
  - Yamagata
- Prefectura de Miyagi
  - Sendai

## Demografía
Según datos del censo japonés, la población de Higashine ha aumentado en los últimos años.
| Año del censo | Población |
| ------------- | --------- |
| 1995          | 43.208    |
| 2000          | 44.800    |
| 2005          | 45.834    |
| 2010          | 46.414    |
| 2015          | 47.768    |